# Міжнародний день корінних народів світу
Міжнаро́дний день корінни́х наро́дів сві́ту — щорічний день солідарності з корінними народами, що відзначається 9 серпня, відповідно до резолюції Генеральної асамблеї Організації об'єднаних націй №49/214 від 23 грудня 1994 року. Назва Дня офіційними мовами ООН: англ. International Day of the World's Indigenous, араб. اليوم الدولي للشعوب الأصلية في العالم, ісп. Día Internacional de las Poblaciones Indígenas, кит.: 世界土著人民国际日, рос. Международный день коренных народов мира, фр. la Journée internationale des populations autochtones.
Резолюція Генеральної асамблеї ООН від 23 грудня 1994 року проголошувала Міжнародне десятиріччя корінних народів світу, а день першого засідання Робочої групи, 9 серпня, оголошувався Міжнародним днем корінних народів світу.
У грудні 2004 року Генеральна асамблея ООН проголосила Друге міжнародне десятиліття корінних народів світу («Десятиліття дій і гідності», резолюція №59/174 від 20 грудня 2004 року). Відповідно, Генеральний секретар ООН у своєму посланні 2005 року закликав до солідарності з корінними народами та забезпечення умов їхнього розвитку.
Щороку ООН оголошує тему чергового Дня: наприклад, у 2018 році— «Міграція і переміщення корінних народів» або у 2010-му — «Діячі кіно, що належать до корінних народів».
Крім того, 2019 рік оголошений Міжнародним роком мов корінних народів (резолюція №71/178).